# موتور پرینس
پرینس، نامی برای یک خانواده از موتورهای خودرو چهارسیلندر خطی، توسعه‌یافته توسط گروه پی‌اس‌ای و بی‌ام‌و است. این یک خانواده موتور کامپکت از حجم ۱٫۴ تا ۱٫۶ لیتر است. این موتور داری بیشتر ویژگی‌های مدرن مانند تزریق مستقیم بنزین، توربوشارژ و زمان‌بندی متغیر سوپاپ است.
(5500rpm) این موتور در مینی کوپر اس جایگزین خانواده موتورهای Tritec در مینی شد و اولین بار در سال 2006 برای مینی معرفی شد. بعداً در سال ۲۰۱۱ همچنین برای مدل های BMW F20 و F21 114i، 116i و 118i. این اولین گزینه نصب طولی موتور برای موتور پرینس بود. PSA در سال ۲۰۰۶ شروع به استفاده از خانواده پرینس برای جایگزینی بخشی از خانواده TU خود کرد (بخش دیگر با موتور EB جایگزین شد) - پژو 207 اولین خودرویی بود که آن را دریافت کرد. اجزای موتور توسط پی اس ای در کارخانه Douvrinمینی فرانسه، با مونتاژ موتورهای   و بی ام و  در هامس هال در Warwickshire، بریتانیا تولید می شود. پروژه موتور پرنس ربطی به شرکت پرنس موتور ندارد. در اواخر سال ۲۰۰۶، تمدید همکاری بین دو گروه اعلام شد،  که نوید موتورهای چهار سیلندر جدید را داد، بدون جزئیات بیشتر. در ۲۹ سپتامبر ۲۰۱۰اعلام شد که نسخه ۱.۶ لیتری توربو موتور پرینس از سال ۲۰۱۲ به ساب برای استفاده در مدل های آینده، در درجه اول 9-3، عرضه خواهد شد. با این حال با بسته شدن ساب عرضه هرگز آغاز نشد. در نمایشگاه خودروی ژنو ۲۰۱۱، ساب از آخرین خودروی مفهومی خود ساب فینیکس با موتور BMW Prince 1.6T 200 اسب بخار (149 کیلووات؛ 203 اسب بخار) رونمایی کرد.[5] در 25 ژوئن 2014 موتور 1.6 لیتری توربو پرنس هشتمین جایزه بین المللی موتور سال را در دسته 1.4 تا 1.8 لیتری به دست آورد. در سال 2014، موتور پرینس، در میان سایرین، موتور جدید BMW B38 را شکست داد که جایگزین موتور Prince در خط تولید مینی و بی‌ام‌و می‌شود.